# Borowe-Gryki
Borowe-Gryki – osada, część wsi Borowe-Chrzczany, położona w Polsce, w województwie mazowieckim, w powiecie przasnyskim, w gminie Krzynowłoga Mała. Ma status sołectwa.
W latach 1975–1998 miejscowość administracyjnie należała do województwa ostrołęckiego.